# Élections au Conseil législatif tasmanien de 2022
Les élections au Conseil législatif tasmanien de 2022 ont lieu le 7 mai 2022 afin de renouveler trois des 15 sièges du Conseil législatif, la chambre haute de cet État australien.

## Contexte
Pour la première fois de l'histoire du Conseil, les élections de 2021 ont lieu en même temps que celles de la chambre basse tasmanienne, organisées de manière anticipée.
En 2022, deux des circonscriptions concernées — Elwick et McIntyre — voient leurs membres renouvelés au terme naturel de leur mandat, tandis que la troisième — celle de Huon — connait une élection anticipée du fait de la vacance du siège de Bastian Seidel, pourvu en 2020. Membre du Parti travailliste, celui-ci démissionne en effet fin 2021, se déclarant désabusé par les conflits internes au sein de son parti,.
La chambre haute du parlement tasmanien est unique en son genre en Australie dans la mesure où elle est historiquement dominée par des élus indépendants dans le cadre d'un système majoritairement non partisan où aucun parti n'a jamais détenu seul la majorité des sièges. À l'inverse des autres chambres hautes australienne, les membres du Conseil législatif sont élus dans des circonscriptions uninominales, tandis que la chambre basse, l'Assemblée, l'est au scrutin plurinominal. Les candidats doivent se soumettre à une limitation des dépenses de leur campagne, pour laquelle ne peuvent contribuer les partis ou d'autres organisations. Le Parti travailliste est le parti ayant vu le plus de candidats élus sous son étiquette depuis la création du Conseil. La principale autre formation politique australienne, le parti libéral, a en effet pour politique de garder le Conseil législatif en dehors du système des partis, même s'il soutient régulièrement des candidats conservateurs indépendants de manière tacite et n’empêche pas des membres du parti de se présenter de leur propre initiative.
Le Conseil dispose du pouvoir de retirer son soutien au gouvernement en exercice et de le contraindre à de nouvelles élections à la chambre basse, mais n'est lui-même pas soumis à la possibilité d'une dissolution anticipée, la constitution tasmanienne ne prévoyant pas ce cas de figure. Le Conseil dispose par ailleurs d'un droit de véto sur toute réforme constitutionnelle, ces dernières devant obtenir le vote des deux chambres.

## Système électoral

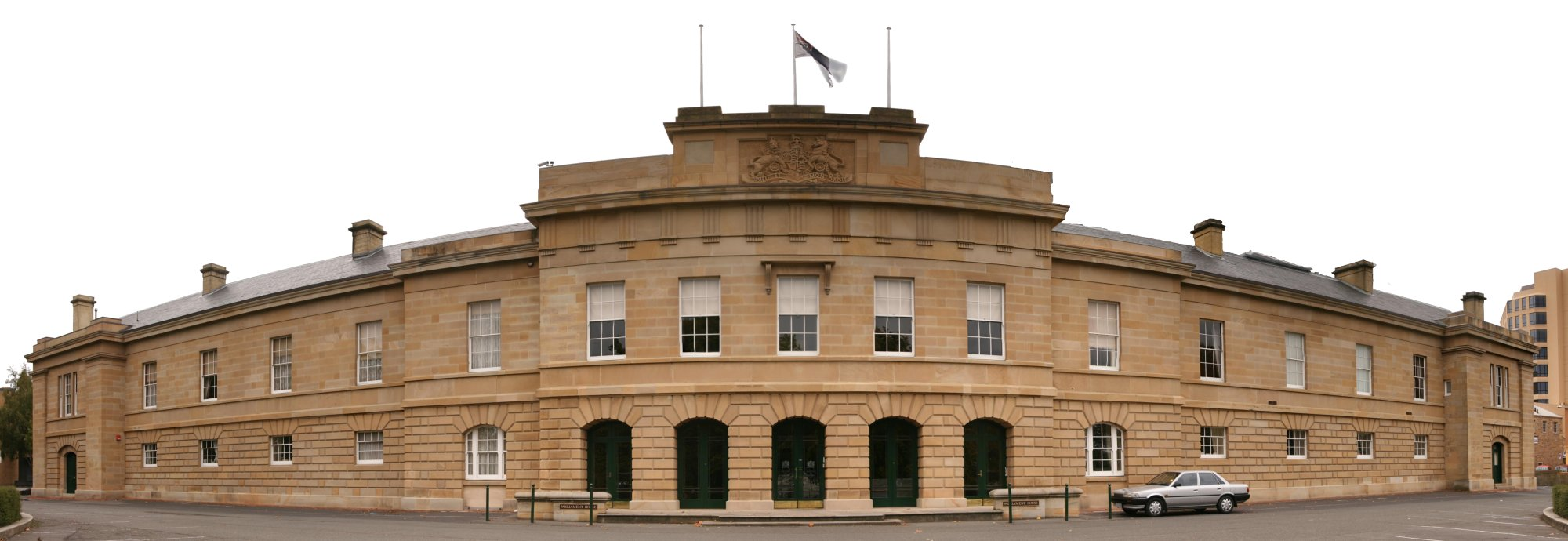
Bâtiment de l'assemblée à Hobart.

Le Conseil législatif est la chambre haute du parlement bicaméral tasmanien. Il est doté de 15 sièges pourvus pour six ans au vote à second tour instantané dans autant de circonscriptions électorales. Le renouvellement n'est cependant jamais intégral, mais échelonné sur la durée d'un mandat. Des élections sont organisées chaque année le premier samedi du mois de mai, pour lesquelles le nombre de circonscriptions en jeu alterne entre deux et trois, de telle sorte qu'à l'issue d'une période de six ans, l'ensemble des quinze circonscriptions ont vu leur conseiller renouvelé. 
Le vote à second tour instantané est utilisé sous sa forme intégrale : les électeurs classent l'intégralité des candidats par ordre de préférences en écrivant un chiffre à côté de chacun de leurs noms sur le bulletin de vote, 1 étant la première préférence. Au moment du dépouillement, les premières préférences sont d'abord comptées puis, si aucun candidat n'a réuni plus de la moitié des suffrages dans la circonscription, le candidat arrivé dernier est éliminé et ses secondes préférences attribuées aux candidats restants. L'opération est renouvelée jusqu'à ce qu'un candidat atteigne la majorité absolue.

## Résultats

### Elwick
|                          | Josh Willie              | Parti travailliste       | 9 450  | 52,54 |  |  |  |  |  |  |  |  |
|                          | Rick Cazaly              | Indépendant              | 4 750  | 26,41 |  |  |  |  |  |  |  |  |
|                          | Hannah Bellamy           | Verts                    | 3 788  | 21,06 |  |  |  |  |  |  |  |  |
| Total des voix           | Total des voix           | Total des voix           | 17 988 | 100   |  |  |  |  |  |  |  |  |
|                          |                          |                          |        |       |  |  |  |  |  |  |  |  |
| Votes valides            | Votes valides            | Votes valides            | 17 988 | 96,36 |  |  |  |  |  |  |  |  |
| Votes blancs et nuls     | Votes blancs et nuls     | Votes blancs et nuls     | 680    | 3,64  |  |  |  |  |  |  |  |  |
| Total                    | Total                    | Total                    | 18 668 | 100   |  |  |  |  |  |  |  |  |
| Abstention               | Abstention               | Abstention               | 5 257  | 21,97 |  |  |  |  |  |  |  |  |
| Inscrits / participation | Inscrits / participation | Inscrits / participation | 23 925 | 78,03 |  |  |  |  |  |  |  |  |

### Huon
|                                 | Toby Thorpe                     | Parti travailliste              | 5 648                           | 25,05                           | 5 958                    | 26,42                    | 6 984                    | 30,97                    | 10 693 | 47,45 |  |  |
|                                 | Dean Harriss                    | Indépendante                    | 5 340                           | 23,68                           | 5 912                    | 26,22                    | 9 810                    | 43,50                    | 11 840 | 52,55 |  |  |
|                                 | Aldo Antolli                    | Parti libéral                   | 5 111                           | 22,66                           | 5 218                    | 23,14                    |                          |                          |        |       |  |  |
|                                 | Gideon Cordover                 | Verts                           | 4 704                           | 20,86                           | 5 463                    | 24,23                    | 5 757                    | 25,53                    |        |       |  |  |
|                                 | Pat Caplice                     | Le Parti local                  | 1 748                           | 7,75                            |                          |                          |                          |                          |        |       |  |  |
| Total des voix                  | Total des voix                  | Total des voix                  | 22 551                          | 100                             | 22 551                   | 100                      | 22 551                   | 100                      | 22 533 | 100   |  |  |
| Votes non-transférables cumulés | Votes non-transférables cumulés | Votes non-transférables cumulés | Votes non-transférables cumulés | Votes non-transférables cumulés | 0                        | –                        | 0                        | –                        | 18     | –     |  |  |
|                                 |                                 |                                 |                                 |                                 |                          |                          |                          |                          |        |       |  |  |
| Votes valides                   | Votes valides                   | Votes valides                   | Votes valides                   | Votes valides                   | Votes valides            | Votes valides            | Votes valides            | Votes valides            | 22 551 | 97,35 |  |  |
| Votes blancs et nuls            | Votes blancs et nuls            | Votes blancs et nuls            | Votes blancs et nuls            | Votes blancs et nuls            | Votes blancs et nuls     | Votes blancs et nuls     | Votes blancs et nuls     | Votes blancs et nuls     | 615    | 2,65  |  |  |
| Total                           | Total                           | Total                           | Total                           | Total                           | Total                    | Total                    | Total                    | Total                    | 23 166 | 100   |  |  |
| Abstention                      | Abstention                      | Abstention                      | Abstention                      | Abstention                      | Abstention               | Abstention               | Abstention               | Abstention               | 3 710  | 13,80 |  |  |
| Inscrits / participation        | Inscrits / participation        | Inscrits / participation        | Inscrits / participation        | Inscrits / participation        | Inscrits / participation | Inscrits / participation | Inscrits / participation | Inscrits / participation | 26 876 | 86,20 |  |  |

### McIntyre
|                          | Tania Rattray            | Indépendante             | 13 568 | 57,67 |  |  |  |  |  |  |  |  |
|                          | David Downie             | Indépendant              | 6 391  | 27,17 |  |  |  |  |  |  |  |  |
|                          | Mitchell Houghton        | Verts                    | 3 566  | 15,16 |  |  |  |  |  |  |  |  |
| Total des voix           | Total des voix           | Total des voix           | 23 525 | 100   |  |  |  |  |  |  |  |  |
|                          |                          |                          |        |       |  |  |  |  |  |  |  |  |
| Votes valides            | Votes valides            | Votes valides            | 23 525 | 96,54 |  |  |  |  |  |  |  |  |
| Votes blancs et nuls     | Votes blancs et nuls     | Votes blancs et nuls     | 869    | 3,56  |  |  |  |  |  |  |  |  |
| Total                    | Total                    | Total                    | 24 394 | 100   |  |  |  |  |  |  |  |  |
| Abstention               | Abstention               | Abstention               | 4 997  | 17,00 |  |  |  |  |  |  |  |  |
| Inscrits / participation | Inscrits / participation | Inscrits / participation | 29 391 | 83,00 |  |  |  |  |  |  |  |  |